# Пол Бија
Пол Бија (фр. Paul Biya; 13. фебруар 1933 — ) је камерунски политичар и председник Камеруна од 1982. године. Од 1975. године до 1982. године био је премијер Камеруна.

## Биографија
Рођен је 1933. године у месту Мвомека'а на југу тадашње колоније Француски Камерун. Студирао је на неколико факултета у Француској, где је напослетку и дипломирао 1961. године. Након стицања незавосности Камеруна после 1960. године, радио је као званичник у камерунској влади и убрзо дошао под заштиту тадашњег председника Ахмадуа Ахиџоа. До 1968. године је добио титулу министра, а 1970. године министра државе. После формирања Камеруна као унитарне државе 1972. године, постао је премијер државе 1975. године.
Закон из 1979. године потврдио је премијера као званичног наследника председника државе. Тако је Бија постао следећи председник 1982. године, када је Ахиџо сишао с власти због слабог здравља. Јавности је овај потез био радикалан, јер се није очекивало да ће Ахиџоа, који је био муслиман, на тој функцији наследити хришћанин Бија. Иако је планирао да се врати на власт кад му постане боље, између њега и Бије избио је сукоб који је завршио Ахиџовим протеривањем из Камеруна 1983. године.
На изборима одржаним 14. јануара 1984. године, Бија је освојио 98,98% гласова. Преживео је покушај пуча исте године, за чије су организовање били осумњичени припадници из муслиманских редова. Међутим, Бија у духу националног јединства није покренуо хајку на њих.
Поновно је био изабран за председника на изборима 24. априла 1988. године. Допустио је деловање опозиционих странака 1990, али је свједено победио на изборима 1992. године, освојивши 40% гласова. Опозиционари су га оптужили за лажирање избора. Победио је и на изборима 1997. године и 2004. године, али је њих опозиција бојкотовала. Иако је устав из 1996. године бранио даље служење председничког мандата више од два пута, Бија је осигурао да национална скупштина укине то ограничење 2008. године. То му је омогућило да се кандидује и победи на изборима 2011. године са 77,9% гласова, чиме си је осигурао и шести председнички мандат.
Женио се двапут. С првом супругом, која је умрла, усвојио је дечака који је био његово ванбрачно дете, а с другом има још двоје деце.